# Otto Ambros
Otto Ambros (ur. 19 maja 1901 w Weiden in der Oberpfalz, zm. 23 lipca 1990 w Mannheim) – niemiecki chemik i zbrodniarz wojenny pracujący w czasie II wojny światowej nad arsenałem chemicznym III Rzeszy, głównie środkami paralityczno-drgawkowymi z szeregu G. Odznaczony Krzyżem Rycerskim Krzyża Zasługi Wojennej.

## Życiorys
Był synem profesora uniwersyteckiego. Uczęszczał do szkoły w Monachium i tam też zdał maturę. W 1920 rozpoczął studia z chemii i nauk rolniczych na Uniwersytecie Ludwika i Maksymiliana w Monachium. W 1925 uzyskał doktorat pod kierunkiem Richarda Willstättera, laureata Nagrody Nobla z chemii w 1915.
W 1926 podjął pracę w przedsiębiorstwie Badische Anilin- und Sodafabrik (będącym już wówczas częścią IG Farben) w Ludwigshafen am Rhein. Od 1934 pracował w IG Farben, gdzie w 1935 został szefem zakładów w Schkopau. W 1937 wstąpił do NSDAP. Dział koncernu, w którym pracował, zajmował się badaniami nad bronią chemiczną i jej produkcją, w tym tabunu i sarinu (nazwa sarinu pochodzi od nazwisk osób najbardziej zaangażowanych w prace nad tym środkiem: Schrader, Ambros, Rüdiger, van der Linde). Jako kierownik przedsiębiorstwa Anorgana (będącego częścią IG Farben) nadzorował budowę i działanie zakładów w Dyhernfurth (obecnie Brzeg Dolny), w których produkowano tabun i napełniano amunicję. Kierował również zakładami w Monowicach, gdzie wykorzystywano więźniów obozów Auschwitz-Birkenau do przymusowej pracy. Był ponadto doradcą Carla Kraucha, jednego z zarządców firmy.
Został pojmany przez aliantów w 1946 i przesłuchiwany w ramach operacji Dustbin, a następnie skazany w 1948 przez amerykański trybunał wojskowy w czasie procesów norymberskich (proces IG Farben) na 8 lat więzienia za zbrodnie wojenne i zbrodnie przeciwko ludzkości. W czasie procesu zeznawał, że odradzał Hitlerowi użycie broni chemicznej w wojnie, argumentując to tym, iż alianci również mogą posiadać środki paralityczno-drgawkowe (według niego były opisywane jeszcze przed wojną w literaturze naukowej i opatentowane) i użyć ich w odwecie. Prawdziwość tych zeznań nie została potwierdzona, a substancje te nie były opatentowane i istnienie tabunu było objęte tajemnicą do 1951.
Po opuszczeniu więzienia w 1951 pracował dla Dow Chemicals i amerykańskich wojsk chemicznych. Był też przewodniczącym komitetu doradczego w Chemie Grünenthal w czasie afery z talidomidem. Związek ten rzekomo był otrzymany przez Ottona Ambrosa jako antidotum na sarin i testowany na więźniach obozów koncentracyjnych. Jako doradca gospodarczy świadczył usługi Konradowi Adenauerowi.